# مرزنغون (كوهمرة خامي)
مرزنغون (بالفارسية: مرزنگون) هي قرية تقع في إيران في قسم كوهمرة خامي الريفي. يقدر عدد سكانها بـ 24 نسمة بحسب إحصاء 2016.